# Fabian
Fabian, nome d'arte di Fabiano Anthony Forte (Filadelfia, 6 febbraio 1943), è un cantante, attore e personaggio televisivo statunitense che ha avuto il punto massimo di notorietà fra la fine degli anni cinquanta e la prima metà degli anni sessanta, quando divenne un idolo dei teenager, in particolare come partecipante alla trasmissione televisiva musicale American Bandstand e, come guest star, a diverse serie televisive di successo.
È stato negli anni settanta un ragazzo-copertina, posando per Playgirl. Come attore ha interpretato il film di guerra del 1962 Il giorno più lungo, in cui ricopriva il ruolo di uno dei G.I. che nel giugno 1944 parteciparono allo sbarco in Normandia. Ha avuto anche una notevole carriera come cantante melodico easy listening: in totale, fra il 1958 ed il 1960 ha piazzato undici singoli con brani rock and roll e twist nelle classifiche di Billboard Hot 100. Il suo nome è iscritto fra quello delle celebrità della Hollywood Walk of Fame al n. 7065 dell'Hollywood Boulevard. Fra i suoi estimatori vi è l'ex first-lady e segretaria di stato Hillary Clinton, che ha raccontato di essere stata in gioventù l'animatrice di un suo fan-club.

## Biografia
Nato da Josephine e Domenic Forte, poliziotto dalla salute cagionevole, maggiore di tre fratelli, Fabian fu scoperto quando era ancora adolescente, nel 1957, da Bob Marcucci e Peter DeAngelis, due produttori discografici proprietari dell'etichetta Chancellor Records alla ricerca di nuovi talenti musicali nei quartieri periferici di Philadelphia. Il nome di Fabian fu appoggiato da Frankie Avalon, suo concittadino, di pochi anni maggiore e all'epoca già cantante affermato.
In considerazione anche delle cattive condizioni di salute del padre e della necessità di aiutare nell'economia familiare, Fabian accettò di buon grado di entrare nel mondo della canzone. Quella che in principio fu un'attività di rimedio, divenne una professione quando un pubblico sempre più numeroso cominciò ad affluire ai suoi concerti.
All'età di quindici anni, Fabian vinse il Silver Award, un riconoscimento destinato alla migliore promessa vocale maschile per l'anno 1958. Subito dopo con gli autori Doc Pomus e Mort Shuman, incise una serie di singoli per la Chancellor Records, inclusi I'm a Man, Hound Dog Man (che si piazzò al nono posto nella hit parade USA), Turn Me Loose (idem) e il maggiore successo, Tiger, che raggiunse la terza posizione nelle US Chart.
La sua carriera subì un forte contraccolpo per via di uno scandalo che coinvolse negli anni sessanta la sua casa discografica, accusata di intervenire artificialmente sulla voce del cantante in fase di incisione discografica.
Il film del 1980 The Idolmaker, scritto da Edward Di Lorenzo e diretto da Taylor Hackford, è una sorta di biografia romanzata - e tutt'altro che ufficiale - di Fabian (chiamato nel film "Caesare"), e del suo produttore Marcucci (nel film chiamato "Vinnie Vacarri"). Nella pellicola figura anche Frankie Avalon (qui "Tommy Dee").
Secondo il racconto del film, il cantante Caesare - un giovane cantante dal viso pulito ma dalle scarse qualità vocali - gode di un breve periodo di grande notorietà, in un vortice di successo prima della caduta. Quando la pellicola uscì nelle sale, Fabian provò ad opporsi, ma senza successo, alla sua distribuzione. I produttori del film spiegarono che si trattava di un'operazione di finzione senza alcun riferimento a persone esistenti (lo stesso Marcucci, del resto, fu pagato per una consulenza riguardo a questa produzione cinematografica).
Fabian è apparso in una trentina di film, alcuni dei quali di un certo rilievo: fra gli altri, Cinque settimane in pallone, In due è un'altra cosa, Dieci piccoli indiani, Pugni, pupe e pepite, Il giorno più lungo e Ride the Wild Surf. Molti dei suoi primi film erano commedie di genere musicarello che prevedevano un cast costituito prevalentemente da cantanti e giovani talenti con l'attitudine al canto. Dopo il 1965, la sua carriera cinematografica cominciò - al pari di quella canora - a declinare. Questo non gli impedì però anni dopo, nel 1982, di essere interprete di uno spot pubblicitario per The Idols of Rock n' Roll.
Pur senza raggiungere i risultati di inizio carriera, Fabian ha continuato ad esibirsi come cantante ed attore fino al 1999. Con i colleghi ed amici Frankie Avalon e Bobby Rydell si è esibito in concerto in un trio dal nome The Golden Boys. Nel 2005 è apparso in film documentario dal titolo The Bituminous Coal Queens of Pennsylvania.
Fra gli altri lavori cui ha partecipato in fine di carriera figura The Original Stars of Bandstand, dato al Dick Clark Theater di Branson, Missouri. Lo spettacolo presentava Fabian e Bobby Vee con The Chiffons, Brian Hyland, Chris Montez ed un metraggio di pellicola che si temeva perduto con esibizioni di Dick Clark.

### Vita personale
Fabian è stato sposato due volte: con Kate Netter Forte dal 1980 al 1990 e con Andrea Patrick, già appartenente al gruppo The Bituminous Coal Queens of Pennsylvania e Miss Pennsylvania, sposata nel 1998.
Ha un figlio, Christian, e una figlia, Julie, nati dal primo matrimonio. Christian è sceneggiatore (nel 1996 ha firmato la sceneggiatura del film Insoliti criminali con Matt Dillon, Faye Dunaway e Gary Sinise e diretto da Kevin Spacey). Ha anche scritto e diretto Ragazze da sballo con Denise Richards, Chris Pratt e Brendan Hines, distribuito ad ottobre 2009. È anche cosceneggiatore di The Monkey Wrench Gang. Christian ha avuto dalla moglie una figlia, Ava Josephine, nipote di Fabian.
Fabian e la moglie - che vivono in una tenuta di venti acri nella Pennsylvania sud-occidentale - svolgono attività sociale nell'American Diabetes Association e nell'American Heart Association. Fabian ha sponsorizzato in Carolina del Nord una raccolta di fondi per veterani collegata ad un torneo di golf, sport di cui è appassionato.

## Riconoscimenti
- Young Hollywood Hall of Fame (1960's)

## Discografia

### Singoli
Questi i principali successi incisi da Fabian su dischi 45 giri:
- Lilli Lou (1958)
- I'm a man (1959)
- Turn me loose (1959)
- Tiger (1959)
- Come on and get me (1959)
- Got the feeling (1959)
- Hound dog man (1959)
- This friendly world (1959)
- String along (1960)
- About this thing called love (1960)
- Kissin' and twistin' (1960)

## Filmografia

### Cinema
- Sei colpi in canna (Hound-Dog Man), regia di Don Siegel (1959)
- In due è un'altra cosa (High Time), regia di Blake Edwards (1960)
- Pugni, pupe e pepite (North to Alaska), regia di Henry Hathaway (1960)
- Love in a Goldfish Bowl, regia di Jack Sher (1961)
- Mister Hobbs va in vacanza (Mr. Hobbs Takes a Vacation), regia di Henry Koster (1962)
- Il giorno più lungo (The Longest Day), regia di Ken Annakin, Andrew Marton (1962)
- Cinque settimane in pallone (Five Weeks in a Balloon) regia di Irwin Allen (1962)
- Ride the Wild Surf, regia di Don Taylor (1964)
- Erasmo il lentigginoso (Dear Brigitte), regia di Henry Koster (1965)
- Dieci piccoli indiani (Ten Little Indians), regia di George Pollock (1965)
- Fireball 500, regia di William Asher (1966)
- Le spie vengono dal semifreddo, regia di Mario Bava (1966)
- Thunder Alley, regia di Richard Rush (1967)
- Maryjane, regia di Maury Dexter (1968)
- Killico, il pilota nero (The Wild Racers), regia di Daniel Haller, Roger Corman (1968)
- Uccidete il padrino (The Devil's 8), regia di Burt Topper (1969)
- Un proiettile per Pretty Boy (A Bullet for Pretty Boy), regia di Larry Buchanan (1970)
- Little Laura and Big John, regia di Luke Moberly (1973)
- The Day the Lord Got Busted (1976)
- Hollywood Discotheque (Disco Fever), regia di Lamar Card (1978)
- Kiss Daddy Goodbye, regia di Patrick Regan (1981)
- Flippaut, regia di Alan Arkush (1983)
- Qualcosa di personale (Up Close & Personal), regia di Jon Avnet (1996)

### Televisione
- Bus Stop – serie TV, episodio 1x10 (1961)
- The Dick Powell Show – serie TV, episodio 2x03 (1962)
- Il virginiano (The Virginian) – serie TV, episodi 1x18-3x17-5x07 (1963-1966)
- The Greatest Show on Earth – serie TV, episodio 1x07 (1963)
- Undicesima ora (The Eleventh Hour) – serie TV, episodio 2x17 (1964)
- Rebel Highway – serie TV, episodio Runaway Daughters (1994)
- Mister Rock 'n' Roll (Mr. Rock 'n' Roll: The Alan Freed Story), regia di Andy Wolk (1999)

## Doppiatori italiani
- Massimo Turci in In due è un'altra cosa, Pugni, pupe e pepite, Mister Hobbs va in vacanza, Cinque settimane in pallone, Il giorno più lungo, Erasmo il lentigginoso
- Renato Izzo in Le spie vengono dal semifreddo